# Jason Witten
Christopher Jason Witten (Knoxville, 6 maggio 1982) è un ex giocatore di football americano statunitense che ha militato nel ruolo di tight end  nella National Football League (NFL). Fu scelto nel corso del terzo giro (69º assoluto) del Draft NFL 2003 dai Dallas Cowboys. Al college ha giocato a football all'Università del Tennessee.

## Carriera professionistica

### Dallas Cowboys
Al Draft NFL 2003, Witten fu selezionato come 83ª scelta dai Cowboys. Debuttò nella NFL il 7 settembre 2003 contro gli Atlanta Falcons impondendosi presto come uno dei migliori tight end della lega.
Il 22 luglio 2006 firmò un prolungamento contrattuale di 6 anni del valore di 29 milioni di dollari di cui 12 garantiti e 6 di bonus alla firma.
Il 13 dicembre 2011, Written sorpassò Ozzie Newsome al terzo posto nella storia della NFL per ricezioni totali (663) effettuate da un tight end. A fine stagione, Jason fu votato al 75º posto nella NFL Top 100, l'annuale classifica dei migliori cento giocatori della stagione.
Il 16 settembre 2012 contro i Seattle Seahawks, Witten ricevette 4 passaggi per 58 yard. Terminò la partita con la ricezione numero 702 in carriera diventando il secondo giocatore della storia della franchigia a superare le 700 ricezioni (al primo posto Michael Irvin con 750) e il terzo tight end nella storia della NFL (Tony Gonzalez e Shannon Sharpe gli altri due). Witten divenne il tight end più rapido a raggiungere quella cifra, avendo impiegato 145 partite, contro le 154 di Gonzalez e le 178 di Sharpe. Witten inoltre divenne il più giovane giocatore della storia, inclusi i wide receiver a tagliare quel traguardo, all'età di 30 anni e 133 giorni. Questo record fu però superato la settimana successiva dal ricevitore degli Arizona Cardinals Larry Fitzgerald che arrivò a 707 a 29 anni e 23 giorni. Inoltre, quelle 58 yard portarono Witten a 7.977 yard ricevute in carriera, superando Jackie Smith al quarto posto di tutti i tempi per yard ricevute da un tight end. La settimana successiva Jason superò anche Ozzie Newsome portandosi al terzo posto di quella speciale classifica.
Nella settimana 8, Witten ricevette un primato in carriera di 18 passaggi per un totale di 167 yard. Jason stabilì il record NFL per ricezioni di un tight end di una partita, battendo le 15 di Kellen Winslow nel 1984, e il record assoluto della franchigia dei Cowboys.

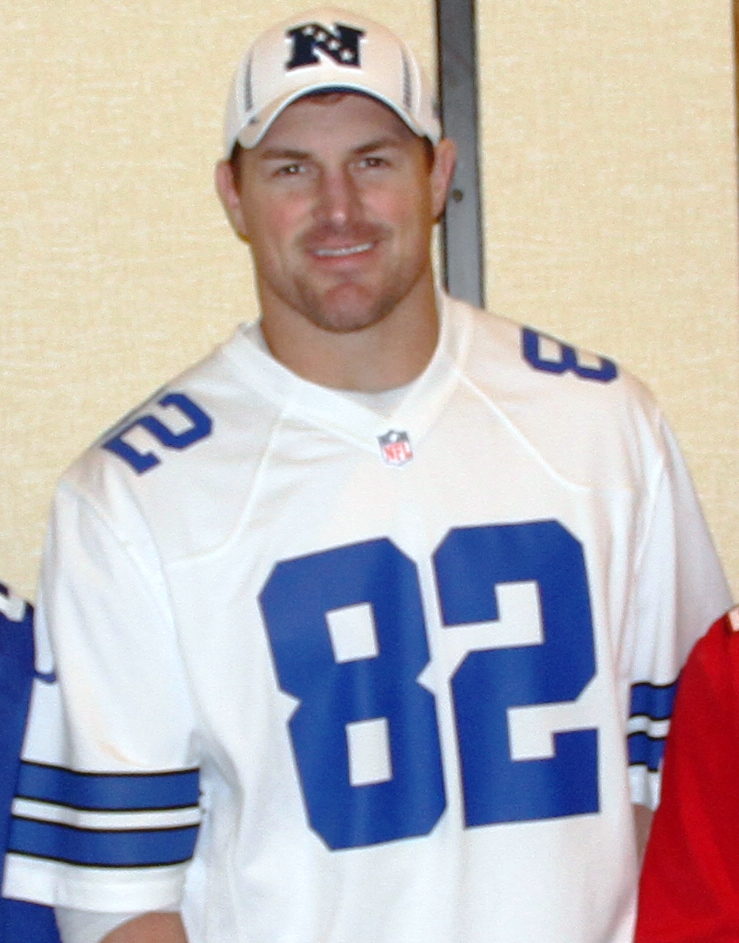
Witten nel 2013

Il 4 novembre 2012 contro gli Atlanta Falcons, Witten divenne il leader di tutti i tempi dei Cowboys con 754 ricezioni, superando Michael Irvin. Il 23 dicembre 2012 Jason stabilì il record NFL per un tight end con la ricezione numero 103 della stagione, superando il precedente primato di 102 di Tony Gonzalez coi Kansas City Chiefs nel 2004. Il 26 dicembre fu convocato per l'ottavo Pro Bowl in carriera. Nell'ultimo turno di campionato, i Cowboys necessitavano di una vittoria sui Redskins per accedere ai playoff. Witten ricevette 56 yard e un touchdown ma Dallas venne sconfitta e rimase fuori dai playoff per il terzo anno consecutivo. Nel 2013 l'Associated Press lo inserì nel Second-team All-Pro mentre The Sporting News nel First-team e fu posizionato al numero 41 nella classifica dei migliori cento giocatori della stagione.
Nella settimana 1 della stagione 2013 i Cowboys batterono per la prima volta i Giants all'AT&T Stadium dalla sua inaugurazione nel 2009 grazie a due touchdown di Witten. Il terzo TD lo segnò nella settimana 5 contro i Denver Broncos. Nella settimana 9 contro i Vikings superò per la seconda volta in stagione le cento yard ricevute e segnò il suo quarto touchdown del 2013. Con due TD nella settimana 12 consentì a Dallas di battere i Giants e di raggiungere Philadelphia in testa alla division. Nell'ultima gara della stagione, i Cowboys affrontarono gli Eagles in una sfida casalinga che avrebbe visto la vincente aggiudicarsi la NFC East e la perdente venire eliminata dalla corsa ai playoff. Witten ricevette 135 yard dal quarterback di riserva Kyle Orton ma i Cowboys furono sconfitti e per il quarto anno consecutivo rimasero fuori dalla post-season. A fine anno fu votato al 98º posto nella NFL Top 100.

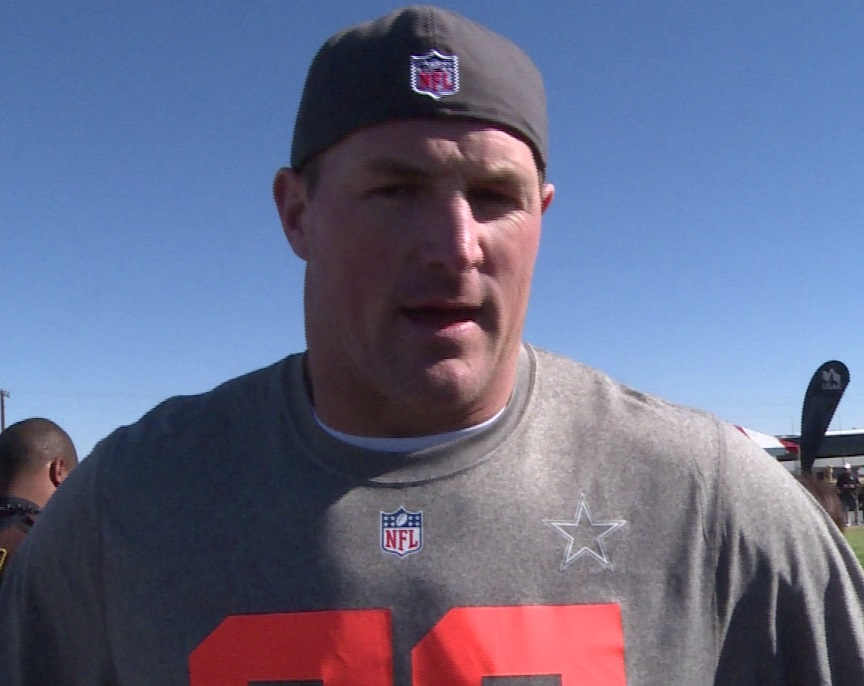
Witten nel Pro Bowl 2015.

Dopo avere perso la prima gara del 2014 contro i 49ers, i Cowboys infilarono una striscia di sei vittorie consecutive. Witten segnò il primo touchdown nella vittoria in casa dei Seahawks campioni in carica nella settimana 6 e il secondo due settimane dopo nel Monday Night contro i Redskins, dove Dallas interruppe la propria serie positiva perdendo ai supplementari. Nel penultimo turno, vinto 42-7 contro i Colts, segnò il quinto TD stagionale e i Cowboys si assicurarono il primo titolo di division dal 2009. Nel primo turno di playoff il club batté i Lions ma fu eliminato la settimana successiva in casa dei Packers. A fine anno fu convocato per il suo decimo Pro Bowl al posto dell'infortunato Julius Thomas e inserito al 93º posto nella NFL Top 100.
Il 6 dicembre 2015, nella vittoria del Monday Night Football contro i Redskins, Witten raggiunse le mille ricezioni in carriera, 400 in più di qualsiasi altro tight end in attività, ad eccezione di Antonio Gates.
Nella stagione 2016, Witten si trovò per la prima volta dopo diversi anni a giocare stabilmente con un nuovo quarterback titolare, il rookie Dak Prescott, che sostituì con ottime prestazioni l'infortunato Romo. La sua stagione regolare si chiuse con 69 ricezioni per 673 yard e 3 touchdown giocando per il decimo anno consecutivo tutte le 16 gare come titolare. Dallas concluse col miglior record della NFC, 13-3, ma nel divisional round dei playoff fu subito eliminata per 34-31 dai Packers all'AT&T Stadium malgrado 59 yard ricevute e un touchdown di Witten.

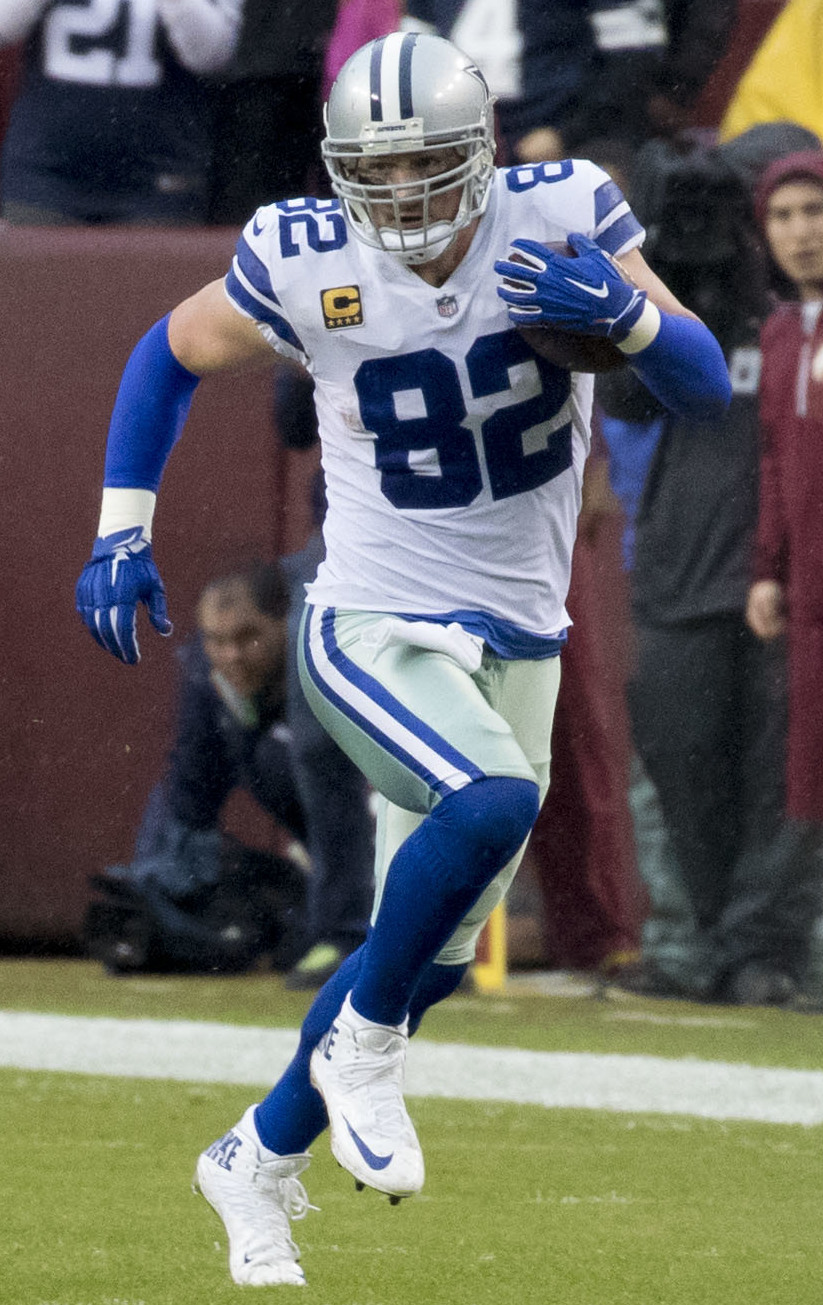
Witten il 29 ottobre 2017

Il 10 settembre 2017, nella prima della stagione contro i Giants, Witten divenne il leader di tutti i tempi dei Cowboys per yard ricevute in carriera, superando le 11.904 di Michael Irvin. Il 3 maggio 2018 annunciò il proprio ritiro.
Nel 2018 Witten commentò gli incontri del Monday Night Football di ESPN. Il 28 febbraio 2019 annunciò il proprio ritorno in campo, di nuovo tra le file dei Cowboys. Nella prima partita andò subito a segno nella vittoria sui Giants.

### Las Vegas Raiders
Il 17 marzo 2020 Witten, il giocatore più longevo nella storia dei Cowboys, firmò un contratto di un anno per un valore di 4,75 milioni di dollari con i Las Vegas Raiders.

## Palmarès
- Convocazioni al Pro Bowl: 11

2004, 2005, 2006, 2007, 2008, 2009, 2010, 2012, 2013, 2014, 2017
- First-team All-Pro: 6

2004, 2007, 2008, 2009, 2010, 2012
- PFWA All-Rookie Team - 2003
- Club delle 10.000 yard ricevute in carriera